# Profiter de ma life
Singles de Maska
Rahh
(2014) Yin / Yang
(2014)
Profiter de ma life est une chanson du chanteur français Maska en featuring avec Black M & Dr. Bériz, sortie le 20 septembre 2014. C'est un extrait de l'album Espace-temps de Maska.

## Classements
| Classements (2014-2015)         | Meilleure position |
| ------------------------------- | ------------------ |
| France (SNEP)                   | 62                 |
| Belgique (Wallonie Ultratip 50) | 35                 |